# Refräng
En refräng (av franskans refrain, och latinets refrangere, återbryta, bryta på nytt, upprepa) i en sång är en återkommande melodi och text mellan varje vers. Refräng är även tillämpligt på återkommande strofer i dikter. Refrängen kallas även kör (av engelskans chorus) därför att den ofta framförs av en hel kör, eller publiken sjunger med i refrängen, medan verserna ofta framförs av en solist.
Inom populärmusiken är en sångs titel ofta hämtad från refrängen, medan psalmer brukar benämnas efter inledningsorden. I slutet av populärmusikens låtar är det vanligt att refrängen upprepas, vilket kallas dubbelrefräng. De flesta sånger har refränger mellan verserna. Det vanligaste är att första versen inleder sången, men vissa populärmusikaliska låtar, till exempel "She Loves You" och "Can't Buy Me Love" av The Beatles, Världens bästa servitris av Lotta & Anders Engbergs orkester och Tro av Marie Fredriksson, inleds med själva refrängen. I barnsånger, som till exempel Lille katt, och psalmer, som till exempel Nu tändas tusen juleljus, är det inte ovanligt att refräng saknas. Adventssången Gå, Sion, din konung att möta är ett exempel på en psalm med refränger, medan Du käre lille Snickerbo är ett exempel på en barnsång med refränger. Ibland kan texten i refrängen vara olika efter olika verser. I till exempel poplåten The Worrying Kind av The Ark och julsången Stilla natt, är det bara något/några ord som är ändrade.
Ett sätt att använda refrängen är en så kallad "dubbelrefräng". Det är två på varandra följande refränger som ofta är vanligt förekommande mot slutet av sånger inom populärmusik. I dansbandsgenren är det regel snarare än undantag att tonarten höjs mellan refrängerna.